# Herrön, Nynäshamns kommun

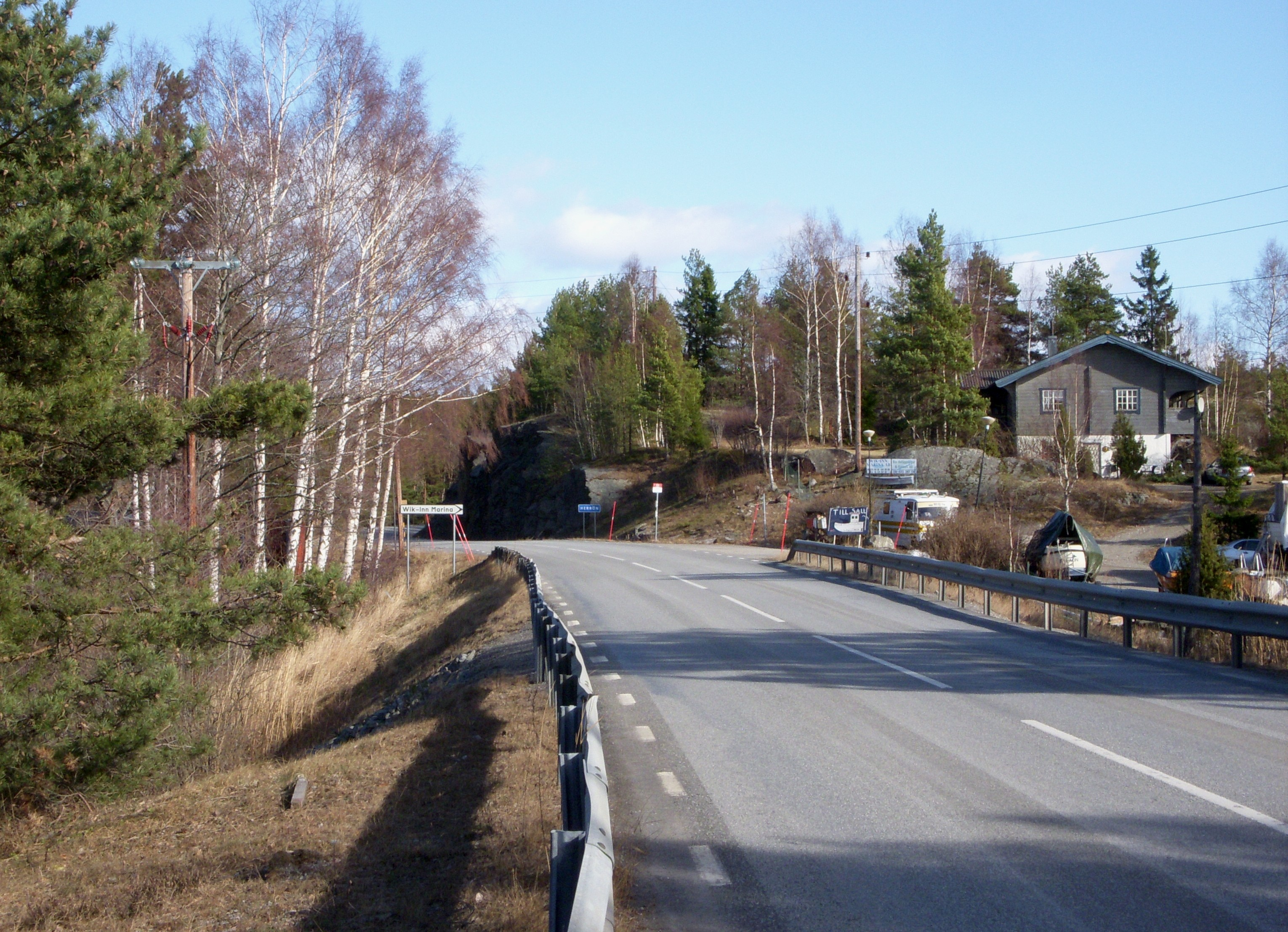
Muskövägen på Herrö

Herrön är en ö Nynäshamns kommun. Ön ligger mellan Himmelsö och Yxlön i Stockholms södra skärgård. På ön ligger det tidigare godset Herrö som förvärvades 1769 av köpmannen och godsherren Adolf Ludvig Levin.